# Odonterpeton triangulare
L'odonterpeton (Odonterpeton triangulare) è un anfibio estinto, appartenente ai lepospondili. Visse nel Carbonifero superiore (Pennsylvaniano, circa 312 - 307 milioni di anni fa) e i suoi resti fossili sono stati ritrovati in Nordamerica (Ohio).

## Descrizione
Tutto ciò che si conosce di questo animale è la metà anteriore di uno scheletro di piccole dimensioni. Si suppone che l'animale intero non superasse la lunghezza di 15 centimetri. Il corpo doveva essere molto allungato e sottile, mentre le zampe anteriori erano estremamente ridotte. In generale, Odonterpeton doveva assomigliare molto ad altri anfibi carboniferi più conosciuti, come Hyloplesion e Microbrachis. In relazione alla sua piccola taglia, il cranio di Odonterpeton era assai modificato: era scomparso l'osso tabulare, i postparietali erano fusi e il foro pineale era alla congiuntura tra i frontali e i parietali. Le ossa del carpo non erano ossificate; erano presenti solo tre (o forse quattro) dita nell'arto anteriore e le falangi, rispettivamente, erano in numero di 2, 4 e 3.
Odonterpeton è l'unico tra le forme simili (i microsauri) a non possedere un'espansione laterale della superficie articolare anteriore dell'atlante (Carroll, 2009).

## Classificazione
Odonterpeton triangulare è stato descritto per la prima volta da Moodie nel 1909, sulla base di un fossile ritrovato nel giacimento di Linton (Ohio) e risalente al Westphaliano D (Pennsylvaniano medio). Questo animale è considerato un rappresentante dei microsauri, un gruppo di anfibi lepospondili tipici del Carbonifero, di piccole dimensioni. Odonterpeton, in particolare, sembra far parte di un gruppo basale di microsauri precedentemente noto come Microbrachomorpha, comprendente forme dal corpo allungato; attualmente questo gruppo è considerato parafiletico, ovvero formato da taxa via via più specializzati e forse ancestrale ai microsauri più derivati, come Tuditanus.